# Кефир (команда КВН)
«Кефир» — российская команда КВН, представляющая город Нягань. Выступала в Высшей лиге КВН.

## История
Команда была создана 24 марта 2006 года. По словам её директора Александра Бабушкина, в апреле 2006 года в Нягани проходили городские игры КВН, и для участия потребовалась ещё одна команда, костяк которой составили студенты филиала Тюменского государственного университета — «самые забитые и не совсем красивые». Название было выбрано без какого-либо скрытого смысла; тогда же был выбран музыкальный фон для выхода команды (песня «У Курского вокзала») и стиль в виде нестандартных шуток. Команда выиграла и фестиваль, и сезон городских игр КВН.
В 2007 году «Кефир» дошёл до финала Тюменской областной лиги КВН, выиграв ещё серию окружных фестивалей, а в 2008 году выиграл Северную лигу КВН в Ханты-Мансийске, пройдя путь от 1/8 финала до финала и выиграв все встречи. В том же году он стал представителем Северной лиги КВН на Кубке чемпионов среди команд-участниц лиг Международного союза КВН, и выиграл Кубок. В 2009 году состоялся дебют команды на Сочинском фестивале КВН: по словам Александра Бабушкина, аплодисменты в адрес команды длились дольше самого выступления.
По итогам выступления команда попала в Первую лигу КВН в Минске, а не в Премьер-лигу. Это, по мнению Бабушкина, помогло команде в итоге попасть в Высшую лигу: в Первой лиге они стали вице-чемпионами. В 2010 году «Кефир» во второй раз поехал на Сочинский фестиваль КВН и по результатам SMS-голосования вышел в Высшую лигу.

### Сезоны
| Год  | Лига          | Достижения                                                            |
| ---- | ------------- | --------------------------------------------------------------------- |
| 2008 | Северная лига | Чемпионы Северной лиги, победители Кубка Чемпионов КВН                |
| 2009 | Первая лига   | Финал                                                                 |
| 2010 | Высшая лига   | Полуфинал Высшей лиги, Малый КиВиН в золотом                          |
| 2011 | Высшая лига   | Полуфинал Высшей лиги, специальный приз жюри «Голосящего КиВиНа 2011» |
| 2013 | Высшая лига   | Четвертьфинал Высшей лиги                                             |

## Стиль выступлений
Общая атмосфера выступления команды попадает под определение «космического стиля». Их шутки и появление выходящих персонажей на сцене всегда непредсказуемы. Помимо удачно и грамотно созданного образа фриков, ещё большее ощущение внеземного всего происходящего на сцене добавляют музыкальные отбивки, сопровождающие выступление команды на всём её протяжении — они являются цельным продолжением шуток и настраивают зрителя на нужный лад перед очередным элементом «космоса». В частности, используются музыкальные отбивки:
- песня «У курского вокзала» из фильма «Кортик» при выходе команды на сцену,
- песня «Одинокий вечер» («А по тёмным улицам гуляет дождь») поп-рок-группы «Босиком по солнцу» при выходе на сцену Дмитрия Янушкевича,
- песня «Šukarije» Эсмы Реджеповой при временном уходе Дмитрия Янушкевича со сцены,
- песня «Hats, Hats Harakkainen» финской фолк-группы Mimmit (Паулиина Лерхе и Ханна-Мари Лууканен) после некоторых шуток,
- песня «Losing My Religion» группы R.E.M. в конце выступления.
- песня «Периферия» группы «Топлесс» при выходе «на поклон» и уходе команды со сцены.

Очень многие шутки созданы на игре слов и каламбурах: в частности, в первой игре в Высшей Лиге КВН 2010 года звучало:

 — Моня, ты где баян взял?
 — Забрал у Юрия Лозы.
 — Правильно, нафига Лозе баян.

Участник команды Александр Бабушкин говорит:

«… Что касается космоса, естественно мы освоились в нём. Мы работаем в этом стиле четвёртый год и результат доказывает, что надо работать в этом стиле. Это оценивает разный зритель…».

## Состав
- Аркадий Шестаков — капитан
- Дмитрий Янушкевич
- Роман Мисюра («Марат»)
- Анатолий Марчевский (на некоторых концертах выступал под псевдонимом «Женя»)
- Руслан Попович («Моня»)
- Евгения Фреймане — появилась в команде в канун сезона Высшей лиги 2013 года[5], позже вернулась в команду КВН «Рижские готы», за которую играла ранее под псевдонимом «Особь»[6][7]
- Александр Бабушкин — основатель команды, автор шуток, играл роль мэра Нягани в выступлениях команды в Высшей лиге 2010 года[2]
- Олег Скубыш
- Павел Волков
- Кирилл Коковкин (впоследствии играл в команде «Союз») — автор шуток[2]
- Айдар Гараев (впоследствии играл в команде «Союз»)